# Manche-Océan
Manche-Océan est une course cycliste française disputée en Bretagne. Créé en 1938 sous le patronage de Paris-Soir, elle se disputait lors d'un contre-la-montre ouvert aux coureurs professionnels jusqu'en 1964. Seize éditions ont été disputées durant cette période, dont six ont été remportées par Joseph Morvan. Manche-Océan réapparaît en 1983 sous la forme d'une course en ligne. Elle a lieu annuellement depuis cette date et est disputée par des coureurs amateurs.
L'édition 2020 est annulée en raison de la pandémie de Covid-19.

## Records
Victoires
- 6 :  Joseph Morvan en 1949, 1951, 1955, 1956, 1957 et 1958
- 2 :  Hubert Graignic en 1984 et 1988
- 2 :  Philippe Mauduit en 1995 et 1996
- 2 :  Éric Le Rigoleur en 1997 et 1998
- 2 :  Christophe Thébault en 2001 et 2003

Victoires (par pays)
- 52 :  France
- 1 :  Italie
- 1 :  Pays-Bas
- 1 :  Royaume-Uni
- 1 :  Estonie
- 1 :  Rwanda

## Palmarès
| Année                         | Vainqueur             | Deuxième             | Troisième           |
| Professionnels de 1938 à 1964 |                       |                      |                     |
| ----------------------------- | --------------------- | -------------------- | ------------------- |
| 1938                          | Jean Fontenay         | Roger Lapébie        | Yvan Marie          |
| 1939                          | Fabien Galateau       | Yvan Marie           | Yves Brélivet       |
| 1940-1944                     | non disputé           |                      |                     |
| 1945                          | Éloi Tassin           | Jean-Marie Goasmat   | Manuel Huguet       |
| 1946                          | Roger Pontet          | Pierre Cogan         | Jean-Marie Goasmat  |
| 1947-1948                     | non disputé           |                      |                     |
| 1949                          | Joseph Morvan         | Pierre Barbotin      | Marcel Dussault     |
| 1950                          | non disputé           |                      |                     |
| 1951                          | Joseph Morvan         | Marcel Dussault      | Jacques Dupont      |
| 1952-1953                     | non disputé           |                      |                     |
| 1954                          | Albert Bouvet         | Giuseppe Cigana      | Francis Pipelin     |
| 1955                          | Joseph Morvan         | Albert Bouvet        | / Abdel-Kader Zaaf  |
| 1956                          | Joseph Morvan         | Gérard Saint         | Albert Bouvet       |
| 1957                          | Joseph Morvan         | Albert Bouvet        | Pierre Ruby         |
| 1958                          | Joseph Morvan         | Gérard Saint         | Pierre Ruby         |
| 1959                          | Gérard Saint          | Jean-Pierre Schmitz  | Pierre Ruby         |
| 1960                          | Aldo Moser            | Edouard Bihouée      | Henri Epalle        |
| 1961                          | Francis Pipelin       | Aldo Moser           | Alan Ramsbottom     |
| 1962                          | non disputé           |                      |                     |
| 1963                          | Ab Geldermans         | Ferdinand Bracke     | Michel Nédélec      |
| 1964                          | Jean-Claude Lebaube   | Gérard Thiélin       | Jean Le Priol       |
| 1965-1982                     | non disputé           |                      |                     |
| Amateurs à partir de 1983     |                       |                      |                     |
| 1983                          | Jean Guérin           | Philippe Tranvaux    | Loïc Le Flohic      |
| 1984                          | Hubert Graignic       | Daniel Leveau        | Marc Le Bot         |
| 1985                          | René Taillandier      | Marc Guénégou        | Dominique Le Bon    |
| 1986                          | Pascal Lino           | Jean-Philippe Rouxel | Éric Heulot         |
| 1987                          | Dominique Le Bon      | Éric Jacob           | Jean-Michel Audren  |
| 1988                          | Hubert Graignic       | Jean-Louis Conan     | Philippe Tranvaux   |
| 1989                          | Stéphane Galbois      | Hubert Graignic      | Didier Champion     |
| 1990                          | Jean-François Bresset | Pascal Basset        | Christophe Lanxade  |
| 1991                          | Matthew Stephens      | Christophe Malet     | Jean-Luc Bertrand   |
| 1992                          | Erwann Menthéour      | Pascal Le Tanou      | Éric Jacob          |
| 1993                          | Nicolas Oger          | Youri Tecelkin       | Arnaud Le Deletaire |
| 1994                          | Jean-Louis Conan      | Claude Lamour        | Pascal Stéphan      |
| 1995                          | Philippe Mauduit      | Christian Blanchard  | Stéphane Simon      |
| 1996                          | Philippe Mauduit      | Camille Coualan      | Frédéric Delalande  |
| 1997                          | Éric Le Rigoleur      | Christian Blanchard  | Stéphane Simon      |
| 1998                          | Éric Le Rigoleur      | Jean-Marc Rivière    | Seth Pelusi         |
| 1999                          | Lénaïc Olivier        | Yoann Le Boulanger   | Mickaël Leveau      |
| 2000                          | Ludovic Martin        | René Taillandier     | Anthony Supiot      |
| 2001                          | Christophe Thébault   | Jérôme Guisneuf      | Cédric Jourdan      |
| 2002                          | Franck Charrier       | Mickaël Hacques      | Frédéric Lecrosnier |
| 2003                          | Christophe Thébault   | Christophe Guillome  | Stéphane Cougé      |
| 2004                          | Guillaume Judas       | David Le Lay         | Frédéric Lecrosnier |
| 2005                          | Tarmo Raudsepp        | Alexandre Bousseau   | Florian Guillou     |
| 2006                          | Mikaël Cherel         | Julien Gonnet        | Yannick Flochlay    |
| 2007                          | Julien Fouchard       | Joel Pearson         | Mitchell Pearson    |
| 2008                          | David Chopin          | Manuel Michot        | Lionel Béret        |
| 2009,                         | Romain Hardy          | Yann Le Quéau        | Cyrille Patoux      |
| 2010                          | Maxime Le Montagner   | Tony Hurel           | Alexis Jarry        |
| 2011                          | Vincent Ragot         | Mathieu Cloarec      | Nicolas David       |
| 2012                          | Nicolas David         | Guillaume Louyest    | Vincent Ragot       |
| 2013                          | Emmanuel Kéo          | Nicolas David        | Yann Botrel         |
| 2014                          | Maxime Cam            | Quentin Jauregui     | Élie Gesbert        |
| 2015                          | Valentin Madouas      | Nicolas David        | Yann Guyot          |
| 2016                          | Stéphen Guével        | Clément Bommé        | Stefan Bennett      |
| 2017                          | Clément Davy          | Nicolas David        | Fabien Schmidt      |
| 2018                          | Jean Claude Uwizeye   | Maël Boivin          | Ben Carman          |
| 2019                          | Louis Barré           | Jordan Jegat         | Damien Poisson      |
| 2020                          | annulé                |                      |                     |
| 2021                          | Jean-Louis Le Ny      | Thibault Valognes    | Mathis Le Berre     |
| 2022                          | Jocelyn Baguelin      | Guerand Le Pennec    | Robin Lesné         |
| 2023                          | Swann Gloux           | Adrien Lagrée        | Nicolas David       |
| 2024                          | Axel Prod'homme       | Ilan Larmet          | Théo Lévêque        |
| 2025                          | Sloan Horny           | Robin Lesné          | Jean-Louis Le Ny    |

## Divers
Depuis le mois de mars 2014, une route de Pluneret porte le nom de l'épreuve.